# Ma'rib
Maʾrib (in arabo مأرب‎?), o Marib è una città dello Yemen, capoluogo dell'omonimo governatorato ed è stata la capitale del regno di Saba. Si trova a circa 170 chilometri a Est della capitale yemenita.

## Storia
Maʾrib fu già nel II millennio a.C. capitale dell'antico regno di Saba e nelle sue vicinanze fu costruita l'imponente diga di Ma'rib che fu causa dello splendore della città ma anche della sua rovina, quando crollò nell'anno 542.
Costruita, sembra, nel VII secolo a.C. sarebbe rimasta attiva per più di un millennio: alta almeno sedici metri, nel massimo momento di splendore del regno Sabeo sarebbe stata motivo di sostentamento dell'intera città e dei suoi 50 000 abitanti.
Maʾrib era importante fin dal II millennio a.C. anche come centro carovaniero per le merci che dall'India venivano inviate a Petra e da qui smistate nel bacino del Mediterraneo.
La città fu raggiunta nel 24 a.C. da una spedizione romana, guidata dal prefetto d'Egitto Gaio Elio Gallo e posta sotto assedio senza successo (fu la mancanza d'acqua a costringere gli attaccanti a ritirarsi).
Dopo il crollo della diga, di cui sono ancora visibili i resti, Maʾrib fu abbandonata riducendosi progressivamente alle dimensioni di un piccolo villaggio.
La rinascita recente della città si deve essenzialmente all'estrazione del petrolio.

## Monumenti e luoghi d'interesse
La città offre interessanti luoghi di interesse archeologico, anche se alcune volte in pessimo stato di conservazione, a causa del lungo periodo di abbandono cui essa è stata soggetta. Da citare i resti della Grande Diga, quelli del tempio della Luna e del tempio del Sole.
Dal gennaio 2023 la città antica di Ma'rib fa parte del sito seriale dei luoghi salienti dell'antico regno di Saba riconosciuto dall'UNESCO come patrimonio dell'umanità.

## Infrastrutture e trasporti
La città è collegata alla capitale da una strada che si snoda attraverso gli altopiani yemeniti, arrivando anche ai 2.300 metri di altezza.